# Lachapelle-aux-Pots
Lachapelle-aux-Pots är en kommun i departementet Oise i regionen Hauts-de-France i norra Frankrike. Kommunen ligger i kantonen Le Coudray-Saint-Germer som tillhör arrondissementet Beauvais. År 2022 hade Lachapelle-aux-Pots 1 534 invånare.

## Befolkningsutveckling
Antalet invånare i kommunen Lachapelle-aux-Pots
| Referens: INSEE |